# Nkulengural
De nkulengural (Himantornis haematopus) is een vogel uit de familie van de Rallen, koeten en waterhoentjes (Rallidae).

## Verspreiding en leefgebied
Deze soort komt voor van Sierra Leone tot Oeganda en centraal Congo-Kinshasa.